# 퀸즈 (음악 그룹)
퀸즈는 대한민국의 전 걸그룹이다. 2010년 디지털 싱글 앨범 [아파]로 데뷔했다.

## 음반
- 아파 (2010)
- Love Love Love (2nd Digital Single) (2010)